# Anteremanthus
 Anteremanthus  H.Rob., 1992 è un genere di piante angiosperme dicotiledoni della famiglia delle Asteraceae.

## Etimologia
Il nome scientifico del genere è stato definito per la prima volta dal botanico Harold Ernest Robinson (1932-2020) nella pubblicazione Proceedings of the Biological Society of Washington (Proc. Biol. Soc. Washington 105(3): 646) del 1992.

## Descrizione
Le specie di questa voce sono delle piante con cicli biologici perenni con habitus di tipo arbustivo piccolo-arboreo. La ramificazione è più densa verso l'apice della pianta. L'indumento è pubescente per peli a forma di T, contorti, del tipo stellato o irsuti. Gli organi interni di queste piante contengono lattoni sesquiterpenici.
Le foglie lungo il caule sono disposte in modo alterno e sono picciolate con guaine fogliari semi-amplessicauli. La forma è intera e per lo più lanceolata più o meno stretta con apici acuti e base attenuata. I margini generalmente sono interi e piatti (non revoluti). La lamina ha una consistenza coriacea ed è scolorita. Le venature sono pennate o disposte in modo sublongitudinale.
Le infiorescenze, ascellari, sono formate da capolini peduncolati, singoli o raggruppati in infiorescenze di tipo tirsoide/pannocchia. Le infiorescenze sono avvolte in brattee fogliacee. I capolini sono composti da un involucro campanulato formato da circa 60 brattee fortemente embricate su 4 - 6 serie che fanno da protezione al ricettacolo sul quale s'inseriscono i fiori tubulosi. Le brattee sono persistenti e pubescenti. Il ricettacolo normalmente è nudo (senza pagliette) oppure fimbriato.
I fiori, 20 - 60 per capolino, sono tetra-ciclici (ossia sono presenti 4 verticilli: calice – corolla – androceo – gineceo) e pentameri (ogni verticillo ha in genere 5 elementi). I fiori sono inoltre ermafroditi e actinomorfi (raramente possono essere zigomorfi).
- Formula fiorale:

*/x K {\displaystyle \infty }, [C (5), A (5)], G 2 (infero), achenio
- Calice: i sepali del calice sono ridotti ad una coroncina di squame.
- Corolla: le corolle sono formate da un corto tubo terminante in 5 lobi con apici revoluti; il colore varia da lilla a crema; la superficie dei lobi è ricoperta da peli contorti.
- Androceo: gli stami sono 5 con filamenti liberi e distinti, mentre le antere sono saldate in un manicotto (o tubo) circondante lo stilo.[4] Le antere, sagittate e sprovviste di ghiandole, hanno la base speronata e arrotondata; le appendici apicali in genere sono glabre e indurite. Il polline è tricolporato (con tre aperture sia di tipo a fessura che tipo isodiametrica o poro), echinato (con punte) e non "lophato".[11]
- Gineceo: lo stilo è filiforme e privo di nodi. Gli stigmi dello stilo sono due divergenti con la superficie stigmatica posizionata internamente (vicino alla base). La pubescenza è del tipo a spazzola con peli appuntiti e settati.[12] L'ovario è infero uniloculare formato da 2 carpelli.

I frutti sono degli acheni con pappo. Gli acheni, a forma più o meno cilindrica, hanno 8 - 10 coste con la superficie densamente lungo-setolosa. All'interno si può trovare del tessuto di tipo idioblasto e rafidi di tipo subquadrato; raramente è presente il tessuto tipo fitomelanina. Il "carpopodium" (carpoforo) è prominente. Il pappo, biseriato, è formato da setole capillari; frammiste alle setole sono presenti delle squamelle; la serie esterna è più corta di quella interna che è decidua.

## Biologia
- Impollinazione: l'impollinazione avviene tramite insetti (impollinazione entomogama tramite farfalle diurne e notturne).
- Riproduzione: la fecondazione avviene fondamentalmente tramite l'impollinazione dei fiori (vedi sopra).
- Dispersione: i semi (gli acheni) cadendo a terra sono successivamente dispersi soprattutto da insetti tipo formiche (disseminazione mirmecoria). In questo tipo di piante avviene anche un altro tipo di dispersione: zoocoria. Infatti gli uncini delle brattee dell'involucro si agganciano ai peli degli animali di passaggio disperdendo così anche su lunghe distanze i semi della pianta.

## Distribuzione e habitat
La distribuzione delle piante di questa voce è relativa al Brasile.

## Tassonomia
La famiglia di appartenenza di questa voce (Asteraceae o Compositae, nomen conservandum) probabilmente originaria del Sud America, è la più numerosa del mondo vegetale, comprende oltre 23 000 specie distribuite su 1.535 generi, oppure 22 750 specie e 1 530 generi secondo altre fonti (una delle checklist più aggiornata elenca fino a 1 679 generi). La famiglia attualmente (2021) è divisa in 16 sottofamiglie.

### Filogenesi
Le specie di questo gruppo appartengono alla sottotribù Lychnophorinae descritta all'interno della tribù Vernonieae Cass. della sottofamiglia Vernonioideae Lindl.. Questa classificazione è stata ottenuta ultimamente con le analisi del DNA delle varie specie del gruppo. Da un punto di vista filogenetico in base alle ultime analisi sul DNA la tribù Vernonieae è risultata divisa in due grandi cladi: Muovo Mondo e Vecchio Mondo. I generi di Lychnophorinae appartengono al clade relativo all'America.
La sottotribù, e quindi i suoi generi, si distingue per i seguenti caratteri:
- le infiorescenze raramente sono spicate (a forma di spiga);
- i capolini in genere sono grandi;
- le corolle sono prive di ghiandole stipitate;
- il polline non è "lophato";
- negli acheni sono sempre presenti i rafidi di tipo subquadrato.

In precedenza la tribù Vernonieae, e quindi la sottotribù (Lychnophorinae) di questo genere, era descritta all'interno della sottofamiglia Cichorioideae. Nell'ambito della tribù, la sottotribù Lychnophorinae occupa, da un punto di vista filogenetico, una posizione vicina al "core" (si è evoluta tardivamente rispetto alle altre sottotribù) ed è vicina alle sottotribù Vernoninae e Chrestinae.  Questo genere, nella filogenesi della sottotribù, occupa una posizione intermedia, vicina al genere Maschalostachys (formano un "gruppo fratello").
I caratteri distintivi per le specie di questo genere ( Anteremanthus) sono:
- le foglie sono picciolate;
- le infiorescenze sono allargate (non sono strettamente agglomerate);
- i capolini sono peduncolati e contengono 20 - 60 fiori;
- gli acheni hanno un "carpopodium" (carpoforo) è prominente.

### Elenco delle specie
Questo genere ha 2 specie:
- Anteremanthus hatschbachii H.Rob.
- Anteremanthus piranii  Roque & F.A.Santana

Le due specie si distinguono per i seguenti caratteri:
- A. hatschbachii: i rami fioriti sono lunghi 20-60 cm; le brattee interne dell'involucro hanno delle forme ovate; i fiori per capolino sono da 45 a 60 con corolle colorate verde-crema.
- A. piranii: i rami fioriti sono lunghi 6-13 cm; le brattee interne dell'involucro hanne delle forme lineari; i fiori per capolino sono da 20 a 30 con corolle colorate di bianco (i lobi sono colorati di lavanda).